# کاره کلینت
کاره کلینت (به دانمارکی: Kaare Klint)؛ (زادۀ ۱۵ دسامبر ۱۸۸۸ میلادی – درگذشتۀ ۲۸ مارس ۱۹۵۴ میلادی) یک معمار و طراح مبلمان اهل دانمارک بود که به عنوان پدر طراحی مبلمان مدرن دانمارکی شناخته می‌شود. سبکی که با خطوط تمیز و خالص، استفاده از بهترین مواد زمان خود و صنعتگری عالی تجسم یافت.
او پسر معماری به همان اندازه تأثیرگذار، پِدِر ویلهلم ینسن-کلینت بود که کلیسای عظیم گروندتویگ را پس از مرگ پدرش در سال ۱۹۳۰ میلادی تکمیل کرد.

## ادبیات
- هارکیر، گورم: «کاره کلینت»، ۲۰۱۰ میلادی، کپنهاگ: کلینتیانا، جلد ۱: ص. ۶۶۰، جلد ۲: ص. ۱۶۰. شابک: ۹۷۸-۸۷-۹۹۴۱۸۴-۲-۸.